# Ретроспективизм
Ретроспективизм — направление в русском искусстве конца XIX — начала XX века. Выразилось в архитектуре, изобразительном и декоративно-прикладном искусстве. Главной характеристикой ретроспективизма был присущий его приверженцам идеализированный взгляд на прошлое, стремление в точности воспроизвести произведения искусства прошлых эпох. Ретроспективисты вдохновлялись европейским и русским искусством XVIII — начала XIX века, отчасти — древнерусским искусством и эпохой Возрождения.
В архитектуре ретроспективизм понимается как традиционалистское направление первой половины XX века, основанное на освоении архитектурного наследия прошлых эпох, от ренессанса и древнерусского зодчества до классицизма первой трети XIX века (ампира). Термин ретроспективизм — сугубо русский; искусствоведы используют две трактовки:
- Ретроспективизм в узком смысле есть русский неоклассицизм — направление архитектуры предреволюционных лет (1900—1917), основанное на обращении к российскому классицизму конца XVIII и первой трети XIX веков. Отдельные ретроспективисты опирались на образцы итальянского ренессанса (И. В. Жолтовский, отчасти М. М. Перетяткович) и позднего барокко (А. И. Дмитриев, автор Училищного дома в Санкт-Петербурге). Ретроспективисты-неоклассики (И. В. Жолтовский, В. А. Щуко, И. А. Фомин и другие) в будущем станут ведущими фигурами сталинской архитектуры. Аналоги неоклассицизма есть и в зарубежной практике.
- Ретроспективизм в широком смысле включает в себя и неоклассицизм, и русский стиль 1900—1917 годов (А. В. Щусев, С. У. Соловьёв, И. Е. Бондаренко и тот же М. М. Перетяткович в храме Спаса-на-Водах)

## Архитектура

### Предпосылки возникновения
Толчком для появления нового стиля стала революция 1905—1907 годов и реакция на неё: боязнь всего нового, уход в прошлое. В период, предшествовавший Первой мировой войне и во время неё, в Российской империи распространились националистические и шовинистические настроения. В архитектуре они вылились в резко отрицательное отношение к чрезвычайно популярному стилю модерн, который стали рассматривать как влияние враждебных России стран, так как многие архитекторы брали источником творчества зарубежные образцы, главным образом немецкие и австрийские. Исследователи называли это внешней причиной отказа от модерна и возрождения интереса к ретроспективизму.
Основной причиной называли особенность социально-экономической структуры русского общества: если в экономической жизни дворянство уже полностью утратило влияние, уступив его буржуазии, то в области культуры оно всё ещё играло значительную роль. С помощью ретроспективизма дворянство старалось возродить образы, идеализирующие прошлое. Буржуазия, в свою очередь, рассматривала его, как средство укрепления национального самосознания, необходимого в период военного времени и чрезвычайно распространённой моды на всё иностранное.
Распространению ретроспективизма способствовали объединение и журнал «Мир искусства» (начал издаваться с 1899 года); многие художники — А. Н. Бенуа, М. В. Добужинский, Е. Е. Лансере, А. П. Остроумова-Лебедева и др. — пропагандировали через свои произведения красоту классического Санкт-Петербурга. В архитектурных изданиях, в частности в Ежегодниках Общества архитекторов-художников, шла работа по пропаганде возвращения классицизма, древнерусских мотивов в архитектуре, публиковались данные обмеров выдающихся памятников классицизма. Журнал «Старые годы» (издавался с 1907 года) последовательно выпускал статьи и исследования, посвящённые русской архитектуре XVIII—XIX веков, романтизируя дворянско-усадебную культуру.
Распространению стиля способствовала Историческая выставка архитектуры и художественной промышленности XVIII—XIX веков, организованная в Академии художеств Обществом архитекторов-художников в 1911 году и изданный по её следам каталог с чертежами. В 1910 году живописец и историк И. Э. Грабарь, объединив ряд патриотически настроенных архитекторов, приступил к изданию фундаментального проекта «История русского искусства», в котором уделялась особая роль русской архитектуре. Всё это способствовало зарождению и формированию нового стиля.

### Особенности стиля
Т. А. Славина указывала, что платформа ретроспективного движения возникла в противовес раннему модерну, сдвигавшемуся в сторону технизации архитектурного языка, при этом возвращение к архитектурной традиции в рамках ретроспективизма нельзя рассматривать, как консерватизм мировоззрения ретроспективистов или «творческое бессилие», требующее помощи от прошлого. Программа движения строилась на идее широкого культурного преемствования, продолжив основную линию развития российской архитектуры. О. В. Орельская также указывала, что ретроспективизм являлся продолжением традиционной, декоративно-художественной линии развития. Некоторые исследователи рассматривали его, как ответвление модерна, возникшее на базе петербургского классицистического и московского романтического модерна — в противовес интернациональному рациональному модерну. Основная отличительная черта ретроспективизма — идеализация прошлого, сохранение чистоты стиля и его композиции. По мнению исследователей, ретроспективисты стремились донести красоту архитектуры до широкого круга людей, добиваясь этого средствами художественной выразительности.
Суть ретроспективизма современные исследователи выводят из противопоставления его существовавшим параллельно архитектурным направлениям: оппоненты ретроспективистов, сторонники предельной рационализации архитектурных форм, опирались в творчестве на тезис Отто Вагнера, одного из родоначальников «современного движения» в архитектуре: «Бесполезное не может быть прекрасным». Ретроспективизм противопоставлял себя такому подходу. В 1902 году Е. Е. Баумгартен писал в журнале «Зодчий»:

Отличительное свойство прекрасного — его практическая бесполезность… Из требований техники и запроса на удобство не может возникнуть нечто прекрасное… Строить дома, конечно, нужно прочно, дешево, скоро и удобно, но красота дома не имеет никакого отношения к технике строительства… Красота нужна для архитектонической потребности человеческой души… И художественная красота тем выше, выразительнее, чем цельнее отражает вековечное состояние человеческой души, а не временные, преходящие воззрения буржуазной современности… Оттого-то всякий вдохновенный художник дорожит наследием минувших гениев.— Е. Баумгартен, 1902 год

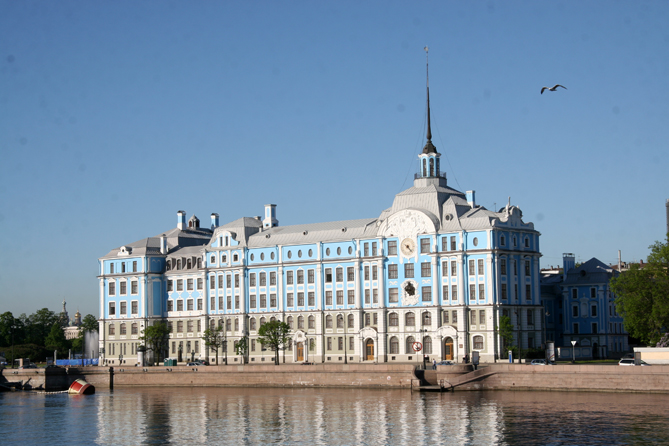
Характерные черты ретроспективизма: крупномасштабность, стилизация, контекстуализм. На фото — Училищный дом им. Петра Великого, крупномасштабная стилизация под застройку петровского барокко в Санкт-Петербурге

Тем не менее, ретроспективисты не отрицали ни современных технологий, ни запроса на удобство архитектуры. Они активно использовали новые технические достижения XX века, облекая современные в функциональном плане здания в исторические формы, при необходимости использовали самые современные конструкции, например большепролётные перекрытия вокзальных дебаркадеров.
Архитекторы, примыкавшие к кругу сторонников «старины», иногда называли свои умонастроения «пассеизмом», то есть мечтой о прошлом. Ориентация на исторические прототипы, необходимость выбора стиля-источника сближали ретроспективизм с эклектикой. Однако, исследователи выделяют главный признак, по которому постройки ретроспективистов можно отличить от сооружений периода историзма: крупномасштабность. Иногда постройки ретроспективистов трудно отличить и от зданий романтического модерна, поскольку в обоих случаях использовалось обращение к историческим формам. Однако, специфической чертой нового направления было сохранение основополагающих признаков стиля-источника как в объёмно-пространственной структуре построек, так и в деталях, в то время, как модерн предполагал полную «модернизацию» прототипа, подчиняя характерные черты стиля-источника новому образному строю фасада.
Ещё одной важной особенностью ретроспективизма стал контекстуализм. Сложившееся к началу XX века представление о городе как художественном единстве породило внимательное отношение архитекторов к историческому контексту застройки, ради связи с которым и допускалась стилизация. Традиционные для каждого города архитектурные формы рассматривались как носители «духа места», залог своеобразия исторических городов. Например, местные традиции использовались в проекте здания Полтавского губернаторского земства (1905—1909, арх. В. Н. Кричевский). Формы украинского барокко использовал П. Ф. Алёшин при строительстве жилого дома на Софийской площади в Киеве. Мотивы грузинской архитектуры прослеживались в здании Грузинского дворянского банка (1910—1912, арх. А. Н. Кальгин), азербайджанской — в бакинском вокзале (арх. К. Н. Васильев).

### Направления ретроспективизма
В России ретроспективизм имел две основные стилистические ветви развития: русский неоклассицизм, ориентировавшийся на Ренессанс и русский классицизм, и неорусский стиль (русский ретроспективизм), развивавший традиции русской архитектуры допетровской эпохи.

#### Русский неоклассицизм
Сразу после публикации статьи [«Живописный Петербург»] появились полемические отзывы. Бенуа отвечал, развивая свои положения, в следующих номерах журнала. Вскоре наметилось то, что называется «течение». С легкой руки Сергея Маковского оно получило кличку «ретроспективных мечтателей». Образ классического Петербурга стал вдохновлять архитекторов и художников, писателей, поэтов и историков; он заинтересовал иных специалистов: публицистов, издателей журналов, музейных работников; он воцарился в дискуссионных залах и в петербургских салонах. В 1911 г. ретроспективисты возбудили бурную дискуссию вокруг подготовляемого Министерством внутренних дел проекта закона об охране памятников, который был задуман исключительно для построек до 1725 г. «Удивительно смелая статья „Живописный Петербург”», по словам современных историков архитектуры, вызвала „переворот в архитектурной эстетике”».
Родина неоклассицизма — Санкт-Петербург. Важнейшими его представителями были И. В. Жолтовский, И. А. Фомин, М. М. Перетяткович, А. Е. Белогруд, В. А. Щуко. В середине 1900-х годов, когда упадочные тенденции в эклектике проявились наиболее ярко, возник интерес к забытой архитектуре русского классицизма. Развитию и распространению неоклассицизма способствовали журналы «Мир искусства» и «Столица и усадьба». Второй этап развития стиля начался в 1910-е годы и характеризовался более глубоким изучением архитектурного наследия, чему способствовали научные исследования, публиковавшиеся в журналах «Старые годы» и «Апполон», а также вышеназванная «История русского искусства» Грабаря. Неоклассики мечтали воссоздать в городах регулярные ансамбли эпохи Александра I и Николая I, в противовес разнородной застройке модерна и выступали ярыми противниками кирпичного стиля.
Обращение к классицизму возродило желание создавать городские ансамбли, традиции, которая была неосуществима в условиях застройки капиталистических городов. Тем не менее, существовали проекты перестройки Петербурга, например, проект преобразования части Петербурга и прокладки новых магистралей, разработанный в 1910 году архитекторами Л. Н. Бенуа, М. М. Перетятковичем и путейским инженером Ф. Е. Енакиевым. В 1912 году архитектор И. А. Фомин представил проект создания архитектурного ансамбля «Новый Петербург», на не застроенном тогда острове Голодай, но выстроить удалось лишь одно здание. Проекты так и остались на бумаге.

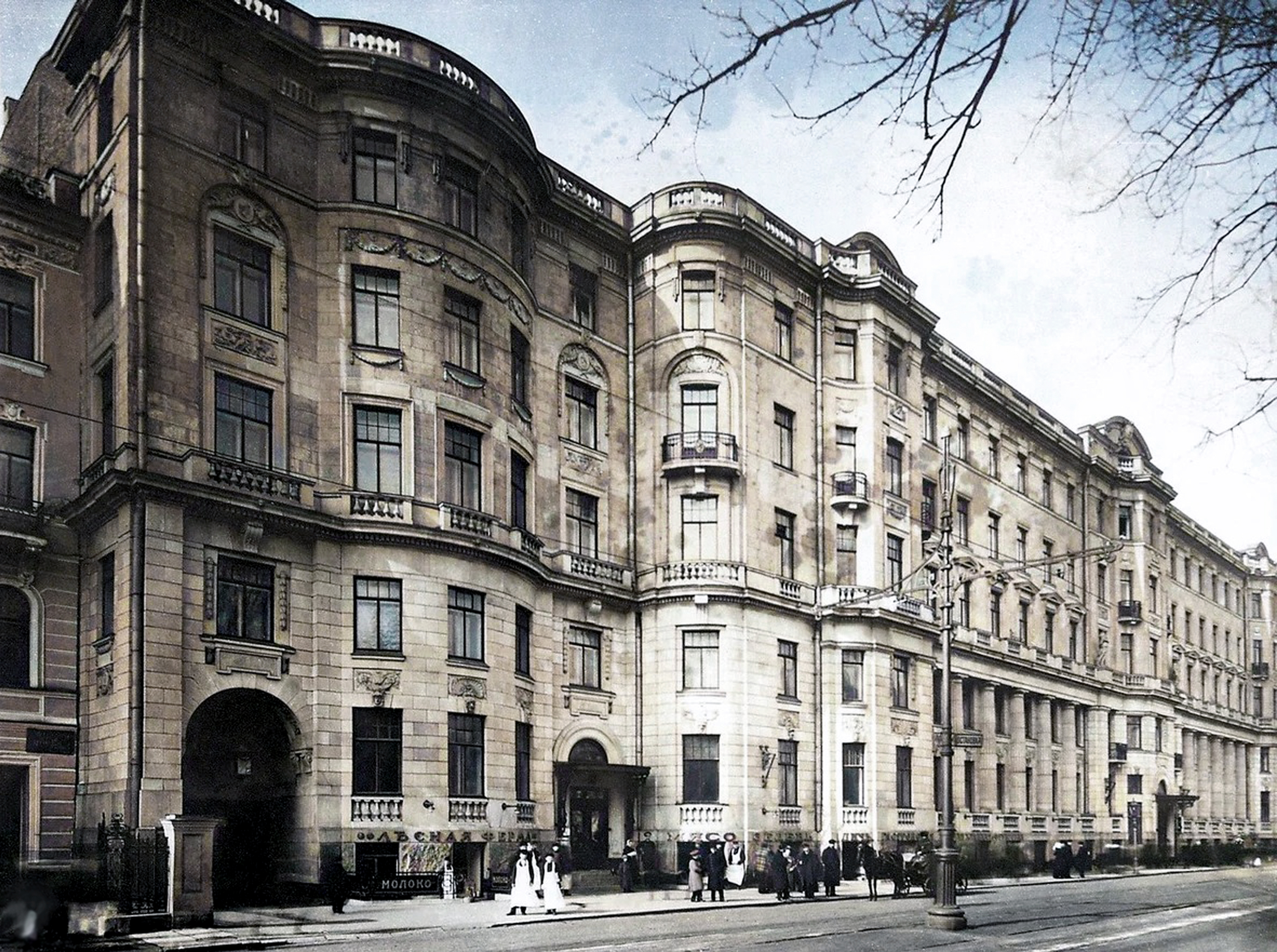
«Дом Бенуа» (1911—1912). СПб, Каменноостровский проспект, 26-28. Фото Карла Буллы

Архитекторы-неоклассицисты, помимо глубокого изучения русского классицизма, специально изучали в натуре античные памятники и методы их преломления в творчестве архитекторов эпохи итальянского Возрождения, в частности зодчего Андреа Палладио, теоретический трактат которого «Четыре книги об архитектуре», сыграл важнейшую роль в становлении классицизма в России в XVIII веке, породив новое стилистическое направление — палладианство. Работы Палладио вновь привлекли внимание неоклассицистов. В некоторых произведениях Жолтовского, Щуко, Фомина, Белогруда прослеживалась палладианская интерпретация античной архитектуры. Характерными примерами нового палладианства стали доходные дома 1910-х годов.
В 1909—1910 годах по проекту И. В. Жолтовского был выстроен особняк Тарасова в Москве, с большой точностью воспроизводивший фасады палаццо Тьене в Виченца. Под безусловным влиянием наследия Палладио архитектор Дмитрий Марков проектировал доходный Дом Московского архитектурного общества. Белогруд и Щуко в Санкт-Петербурге иногда использовали для оформления большой палладианский ордер, гипертрофируя его до размеров многоэтажного здания. Характерный пример — фасад доходного дома на Большом проспекте по проекту А. Е. Белогрудова (1910-е годы). К лучшим образцам доходного дома с палладианской трактовкой фасада относили дом на Каменноостровском проспекте архитектора В. А. Щуко. К другим ярким примерам палладианства 1910-х годов относили: торговый дом Ф. Л. Мертенса (1911—1912, арх. М. С. Лялевич), здание Русского торгово-промышленного банка и дом Вавельберга (арх. М. М. Перетяткович), доходный дом на площади Льва Толстого (1913—1917, арх. А. Е. Белогруд).
В 1910-х годах новое строительство велось в основном в столице. В Москве и других городах сооружалось немного зданий. К ярким представителям московского неоклассицизма относят: дом Щербатова (1911—1913, арх. А. И. Таманян), Киевский вокзал (1914—1917, арх. И. И. Рерберг), здание Музея изящных искусств (1898—1912, арх. Р. И. Клейн). В провинции наиболее значительными примерами неоклассицизма в застройке стали: театр имени Ф. Г. Волкова в Ярославле (1911—1913, арх. Н. А. Спирин), Педагогический музей в Киеве (1911—1913, арх. П. Ф. Алёшин).

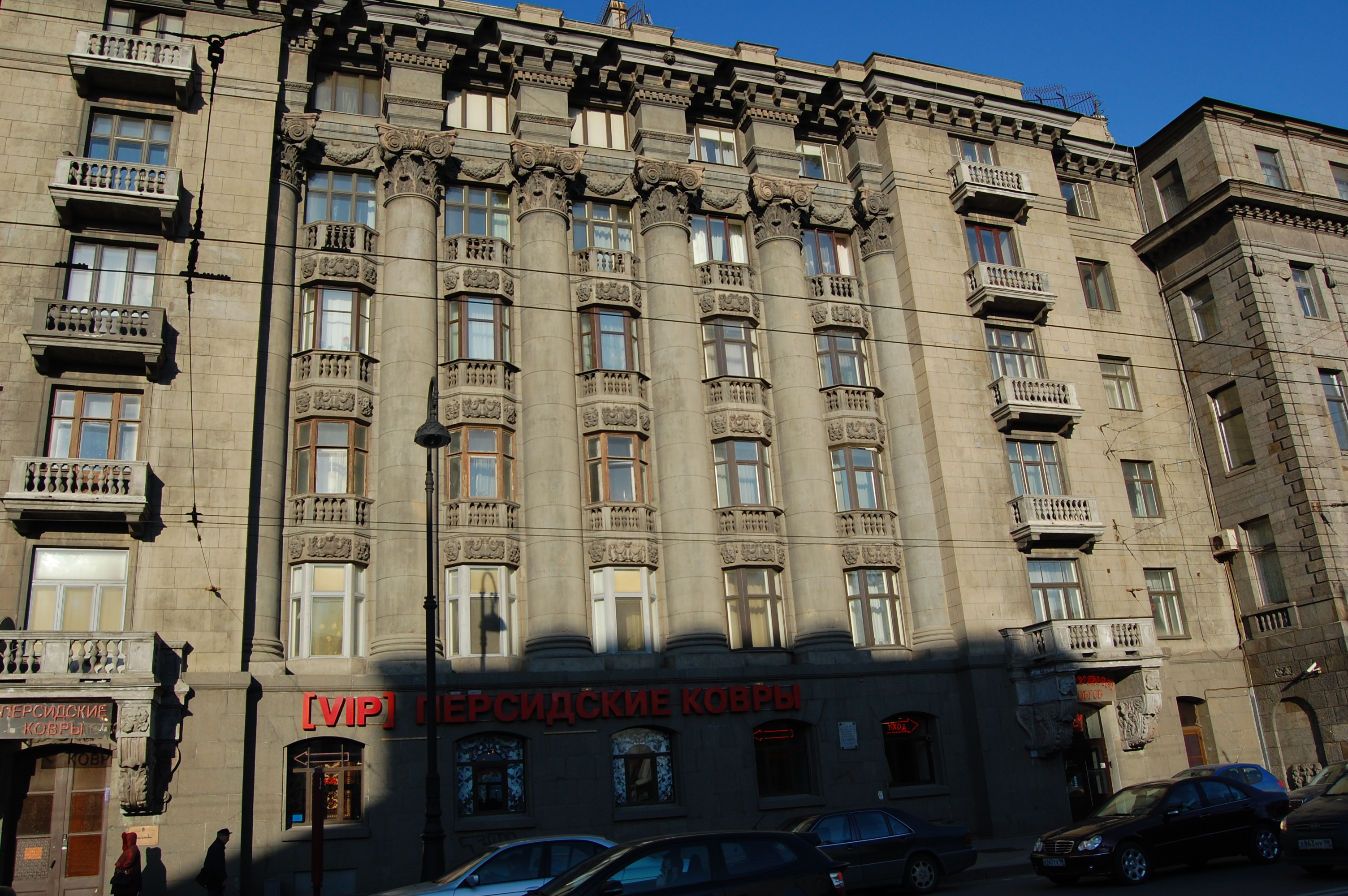
Доходный дом Маркова на Каменноостровском проспекте архитектора В. А. Щуко
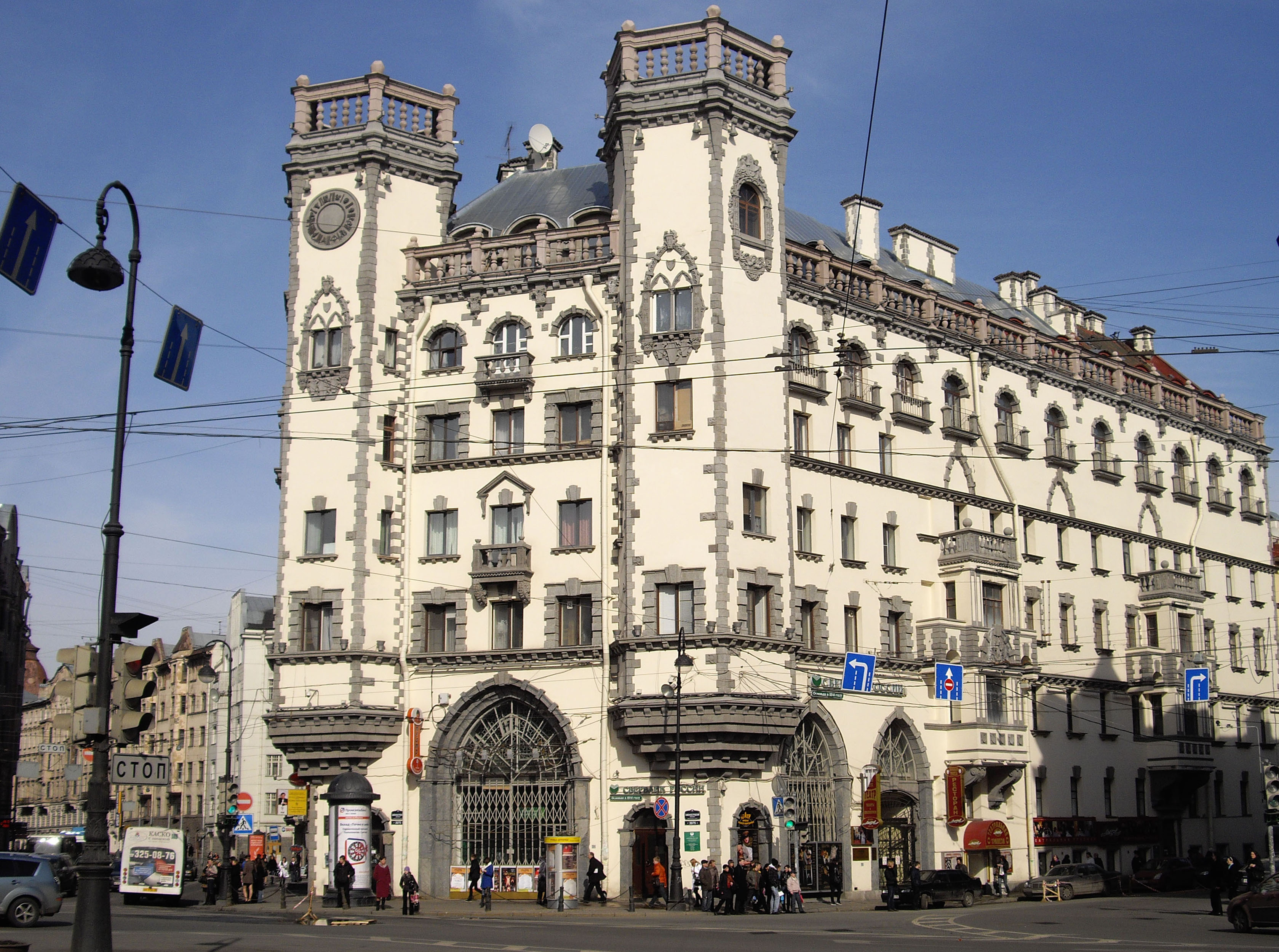
Дом с башнями
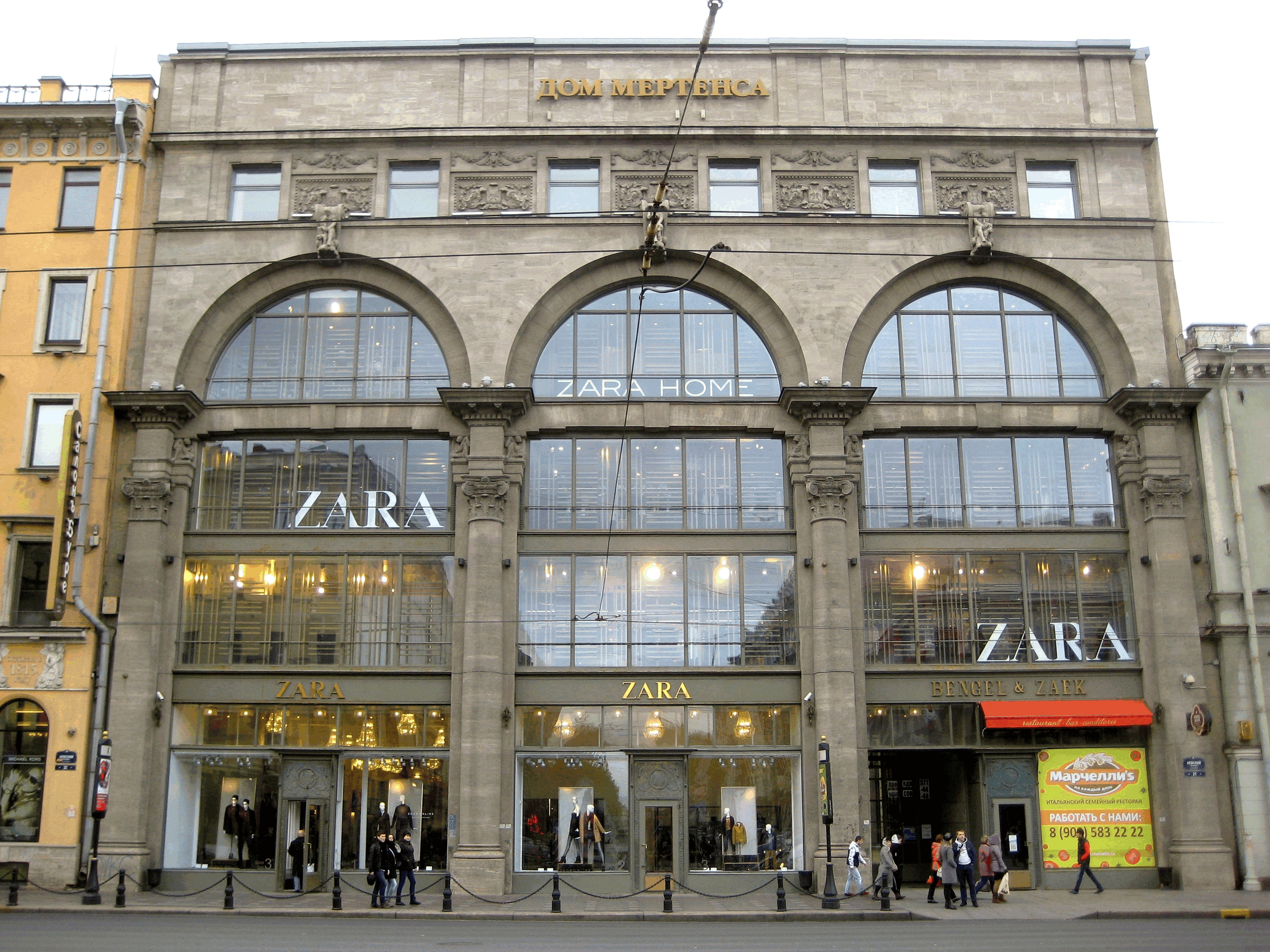
Дом Мертенса
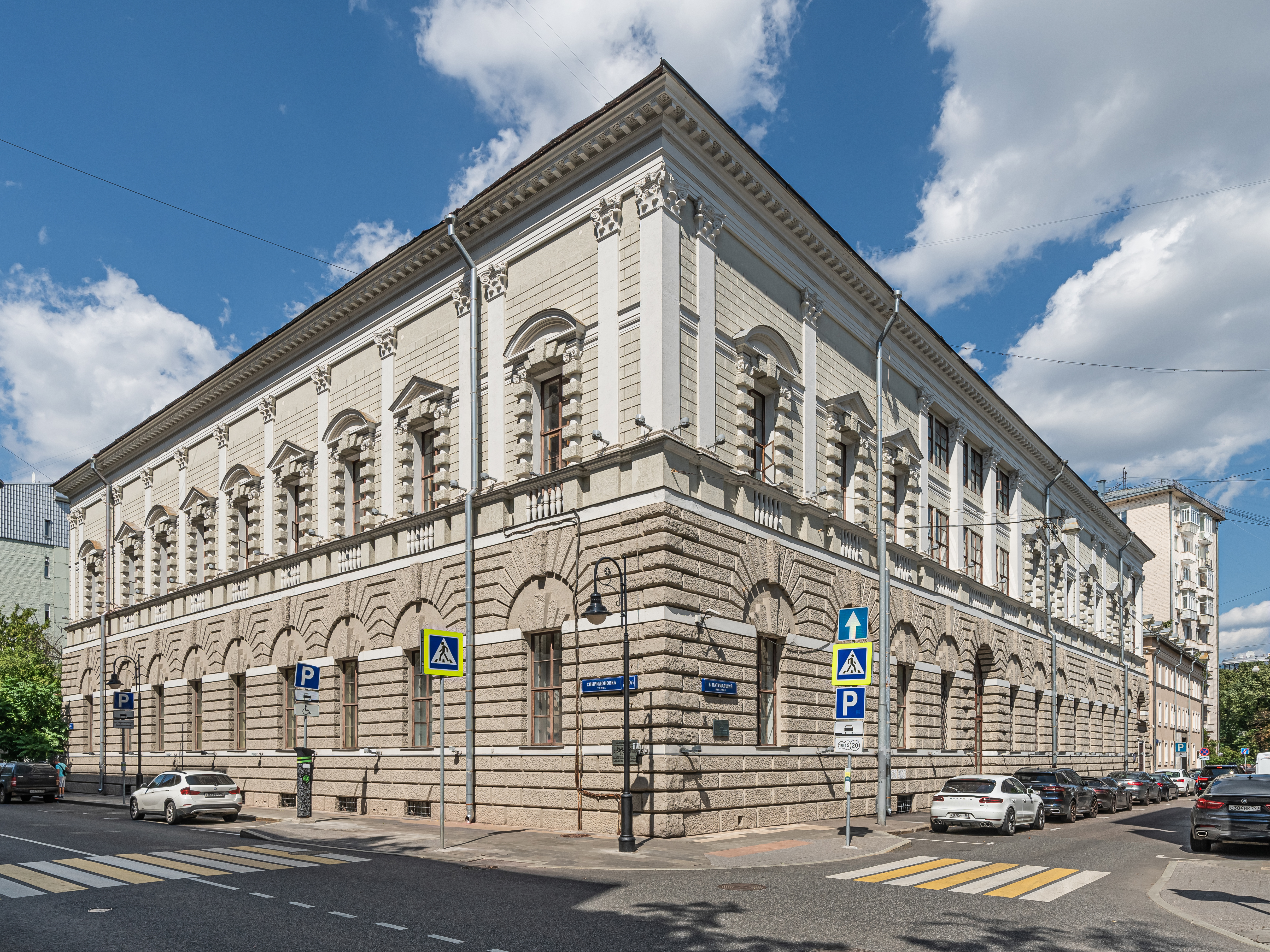
Дом Тарасова
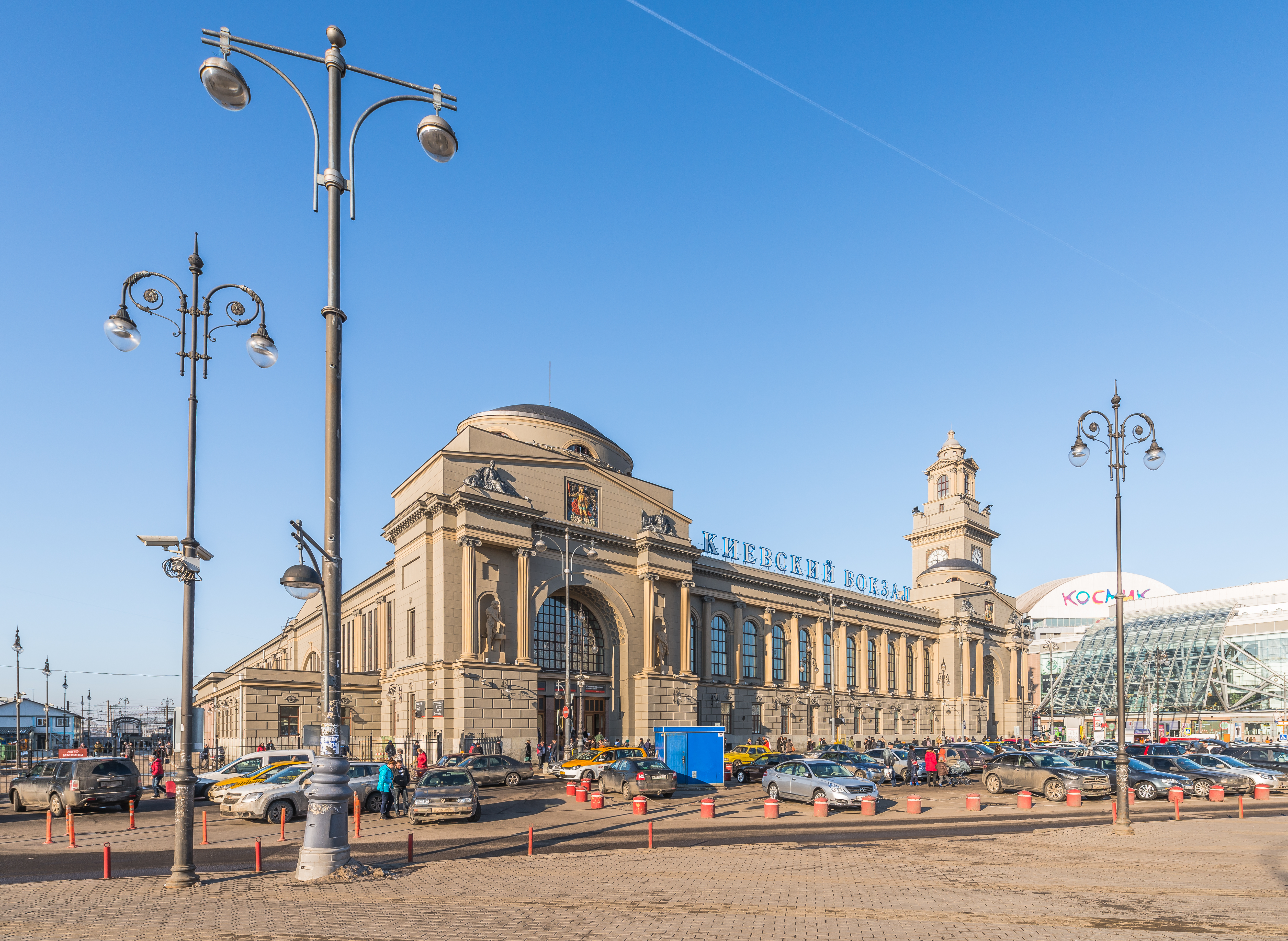
Киевский вокзал
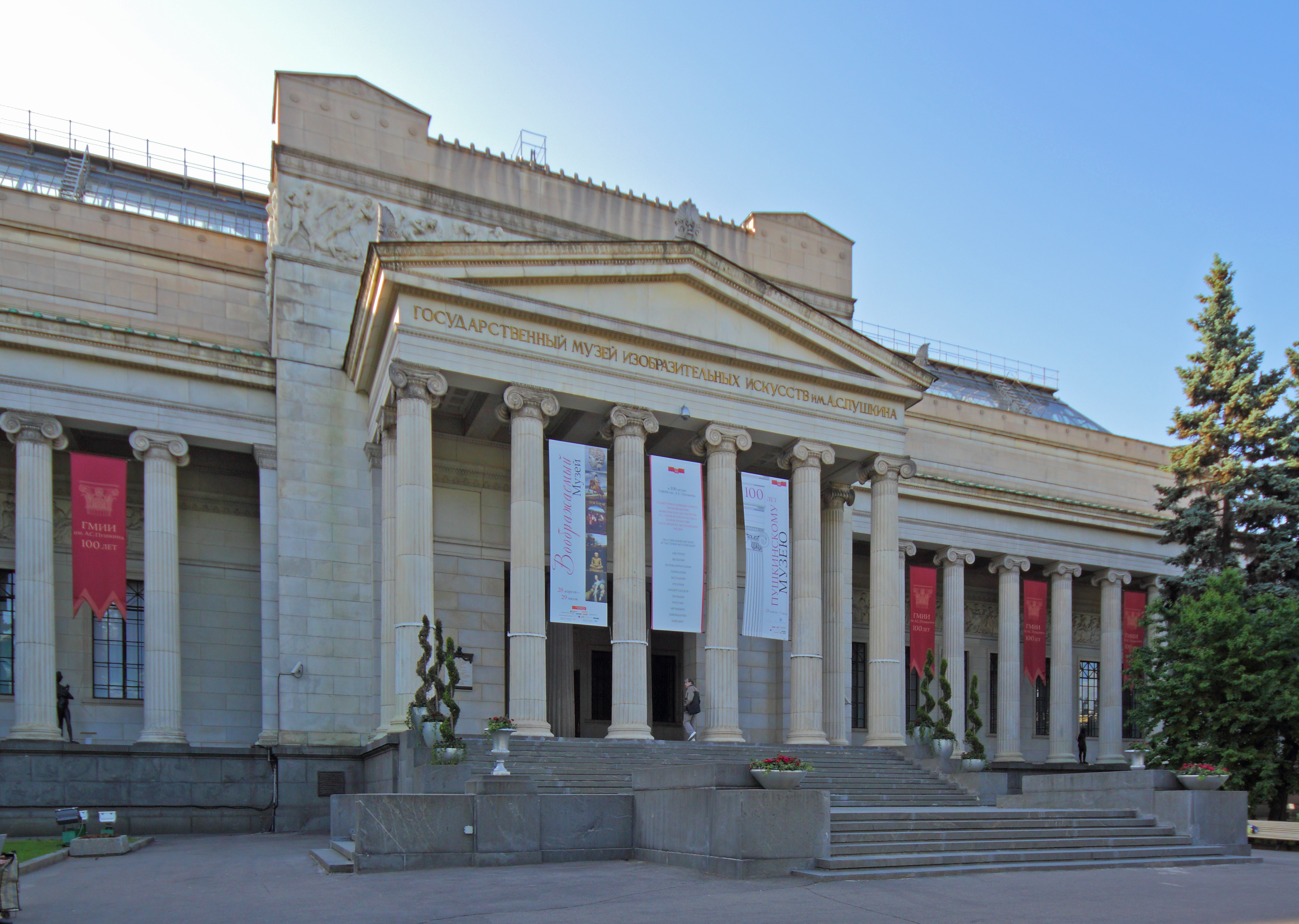
Государственный музей изобразительных искусств имени А. С. Пушкина

#### Неорусский стиль

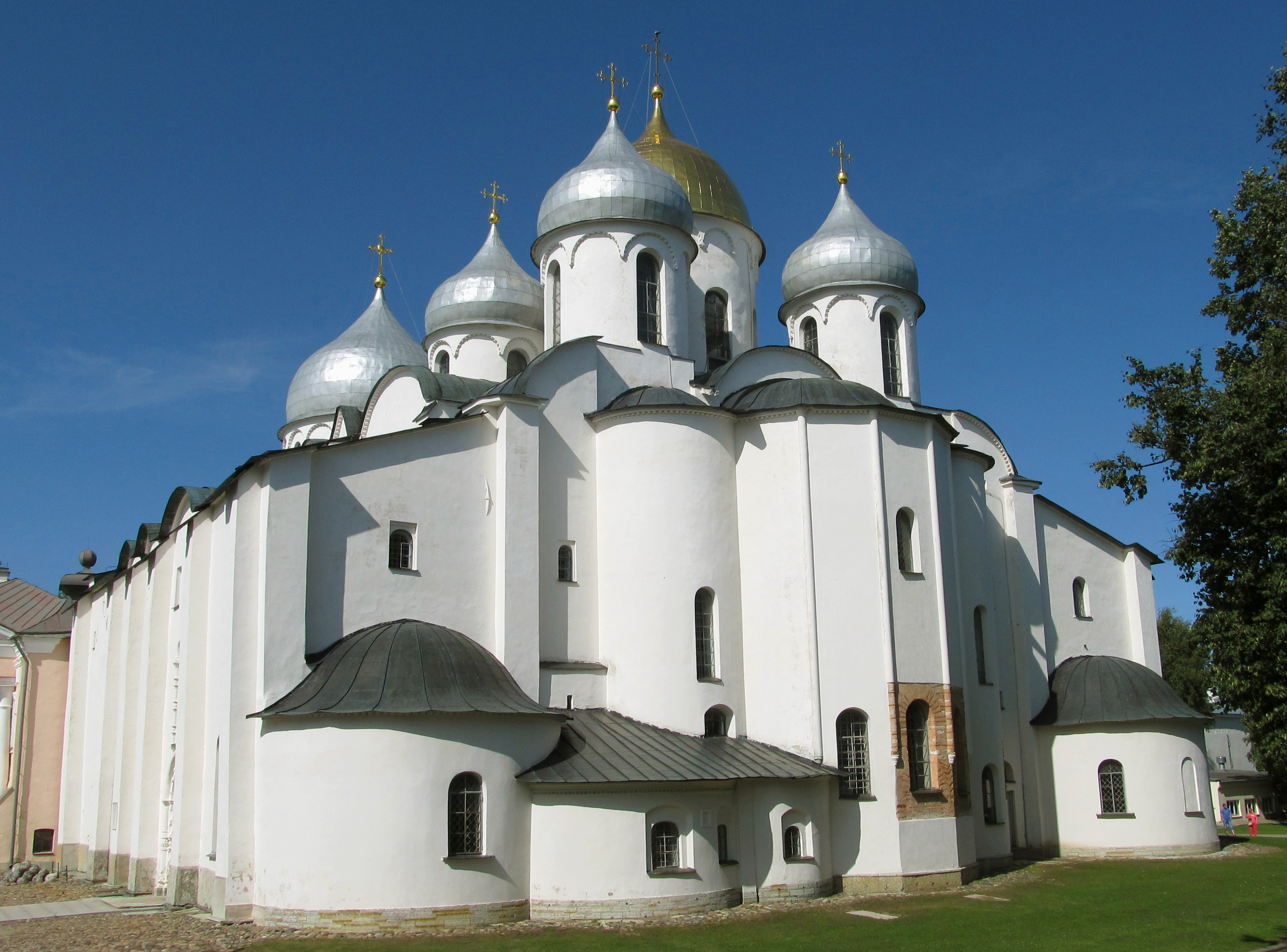
Неорусский стиль напрямую заимствовал формы древнерусской архитектуры. На фото — Софийский собор в Новгороде, один из древнейших русских каменных храмов

В 1910-е годы вновь возник всплеск интереса к истокам русского национального искусства. С этим было связано зарождение неорусского стиля, в котором проектировались и строились государственные учреждения, банки, храмы, вокзалы и музеи. Творческие изыскания в рамках стиля черпали вдохновение как в «почвенничестве», так и в романтическом модерне: свободная планировка, живописность, пластичность объёмов соединялись с формами древнерусской архитектуры.
Представляли неорусское направление архитекторы В. А. Покровский и А. В. Щусев. Вдохновением для них служила монументальная архитектура русского средневековья Пскова, Новгорода и зодчество Москвы XVI—XVII веков. Большое влияние на распространение неорусской линии в архитектуре оказала деятельность выдающегося исследователя древнего национального наследия, архитектора В. В. Суслова, который активно занимался популяризацией древнерусского зодчества, публикуя результаты обмеров, проекты реставраций и реконструкций различных памятников, в том числе Софийского собора в Новгороде, Спасо-Мирожского собора в Пскове, Георгиевского собора в Юрьеве-Польском. Его деятельность привлекала внимание архитекторов к национальным источникам в творчестве.
В. А. Покровский, опираясь на мотивы средневекового московского зодчества спроектировал характерные для неорусского стиля здания: здание Государственного банка в Нижнем Новгороде (1910—1912), Ссудную казну в Москве и Феодоровский собор в Царском селе (1910-е годы), напоминавший храмы XVII века. К подобным произведениям относился и Казанский вокзал в Москве, построенный по проекту А. В. Щусева (1913—1940). В церковных постройках Щусев смело воспроизводил образы древнего храмового зодчества Новгорода и Пскова. Из его культовых произведений выделяют: храм-памятник на Куликовом поле (1913), церковь Марфо-Мариинской обители на Большой Ордынке в Москве (1908—1912), жилой монастырский корпус в Овруче. Разрабатывая проекты зданий, возводимые за рубежом, архитекторы придавали строениям национально-русский облик: гостиница в итальянском городе Бари (1913—1914) и Русский выставочный павильон в Венеции (1914) — оба здания построены по проектам Щусева.

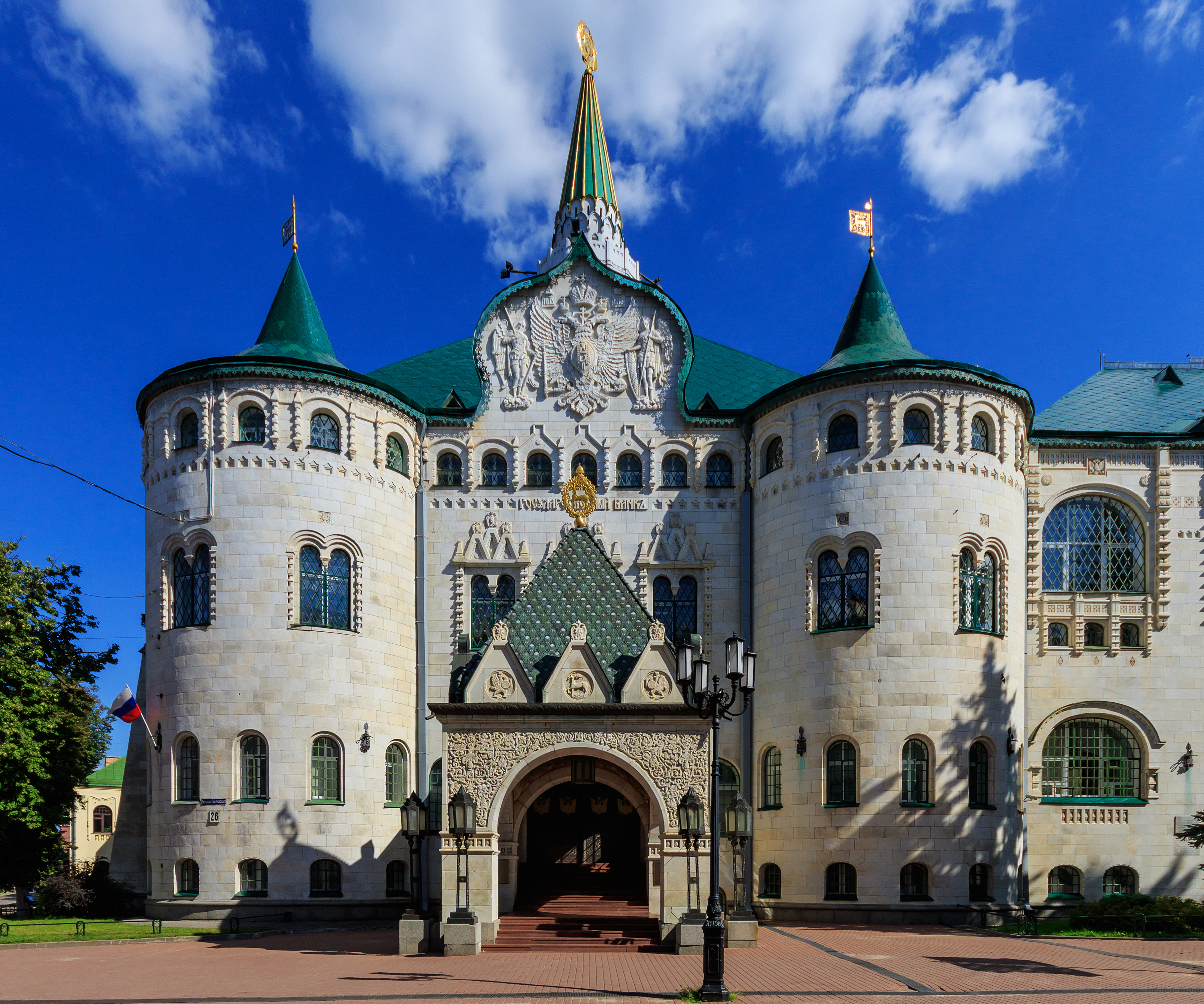
Государственный банк в Нижнем Новгороде
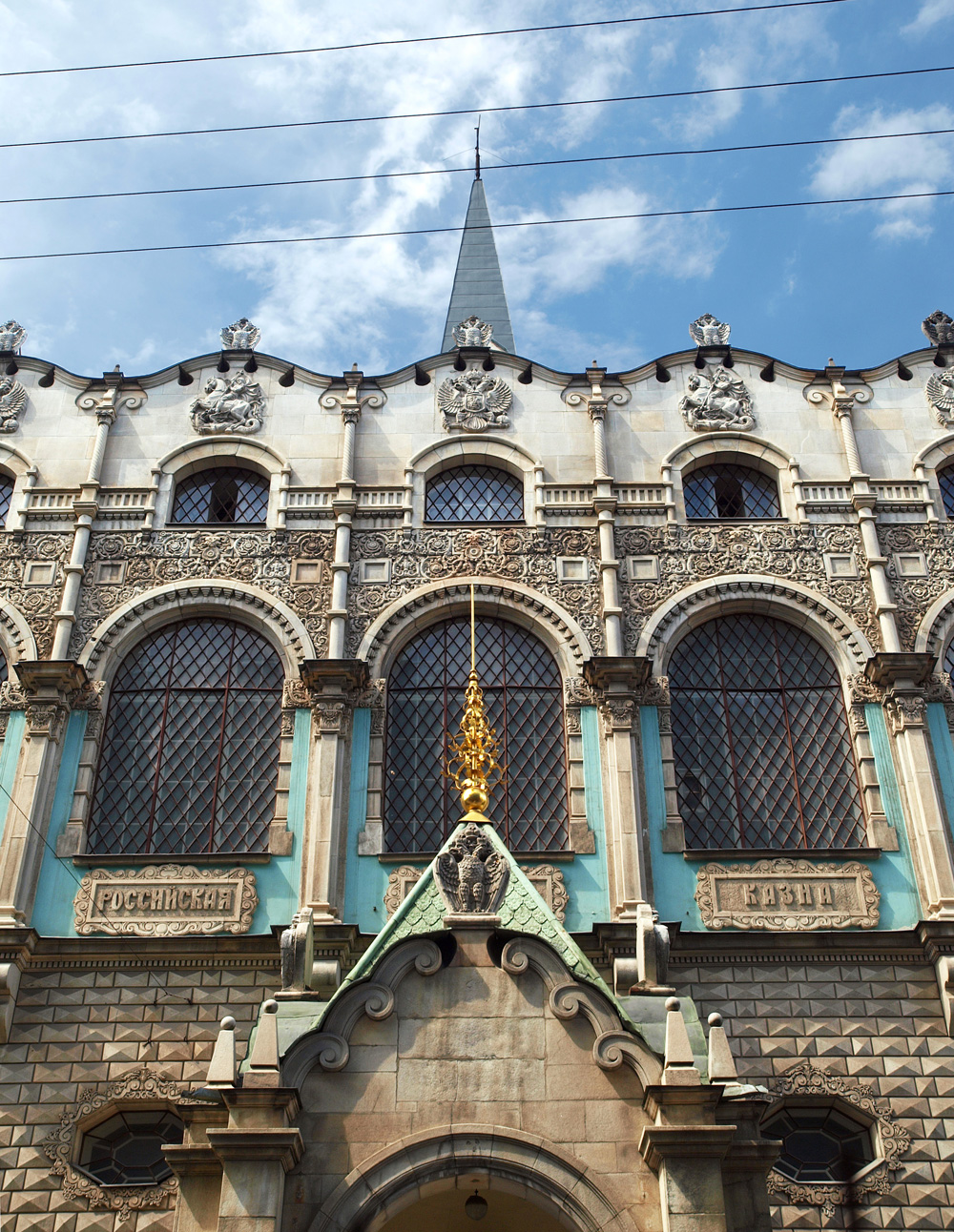
Ссудная казна в Москве
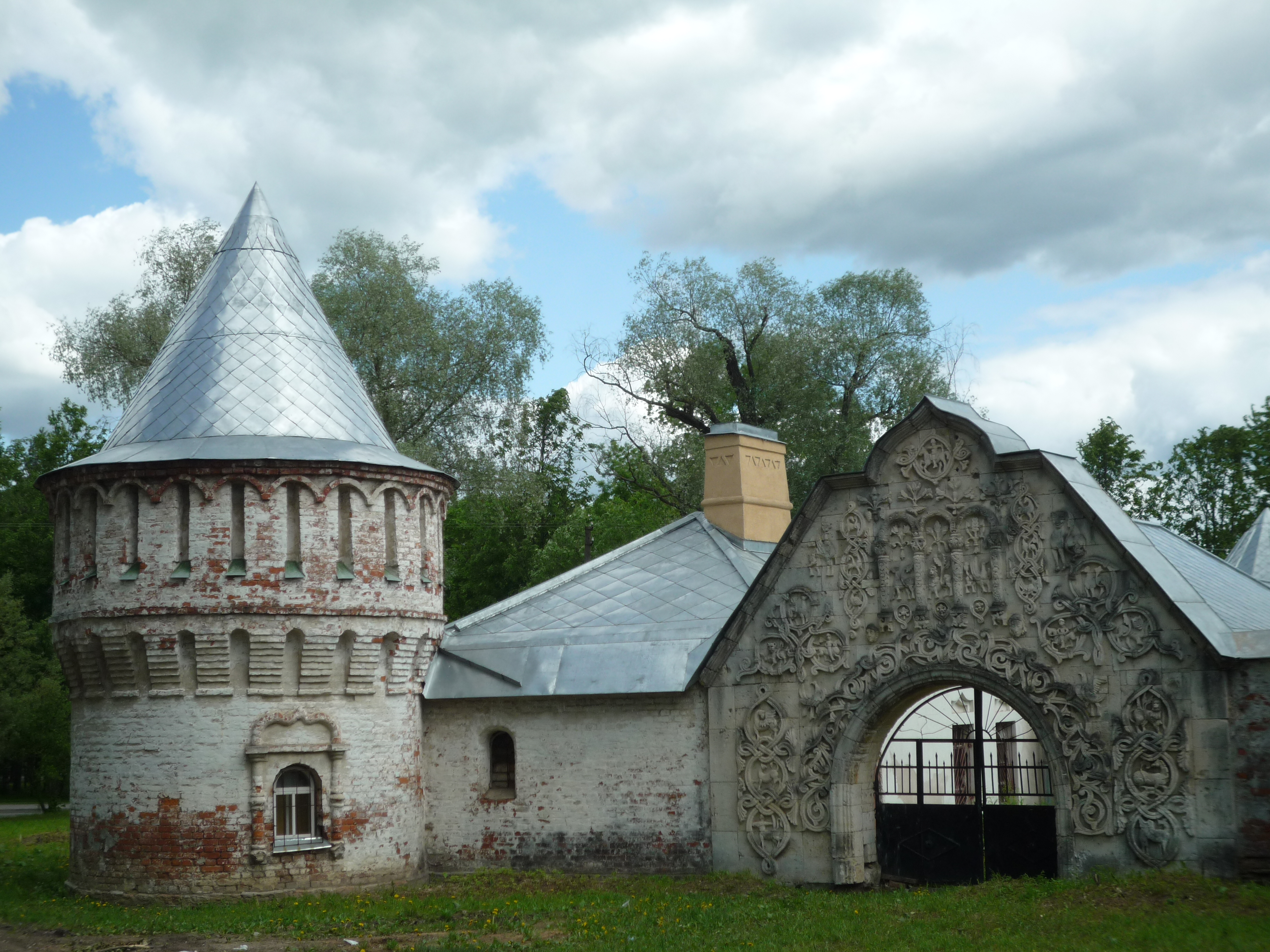
Феодоровский городок в Пушкине
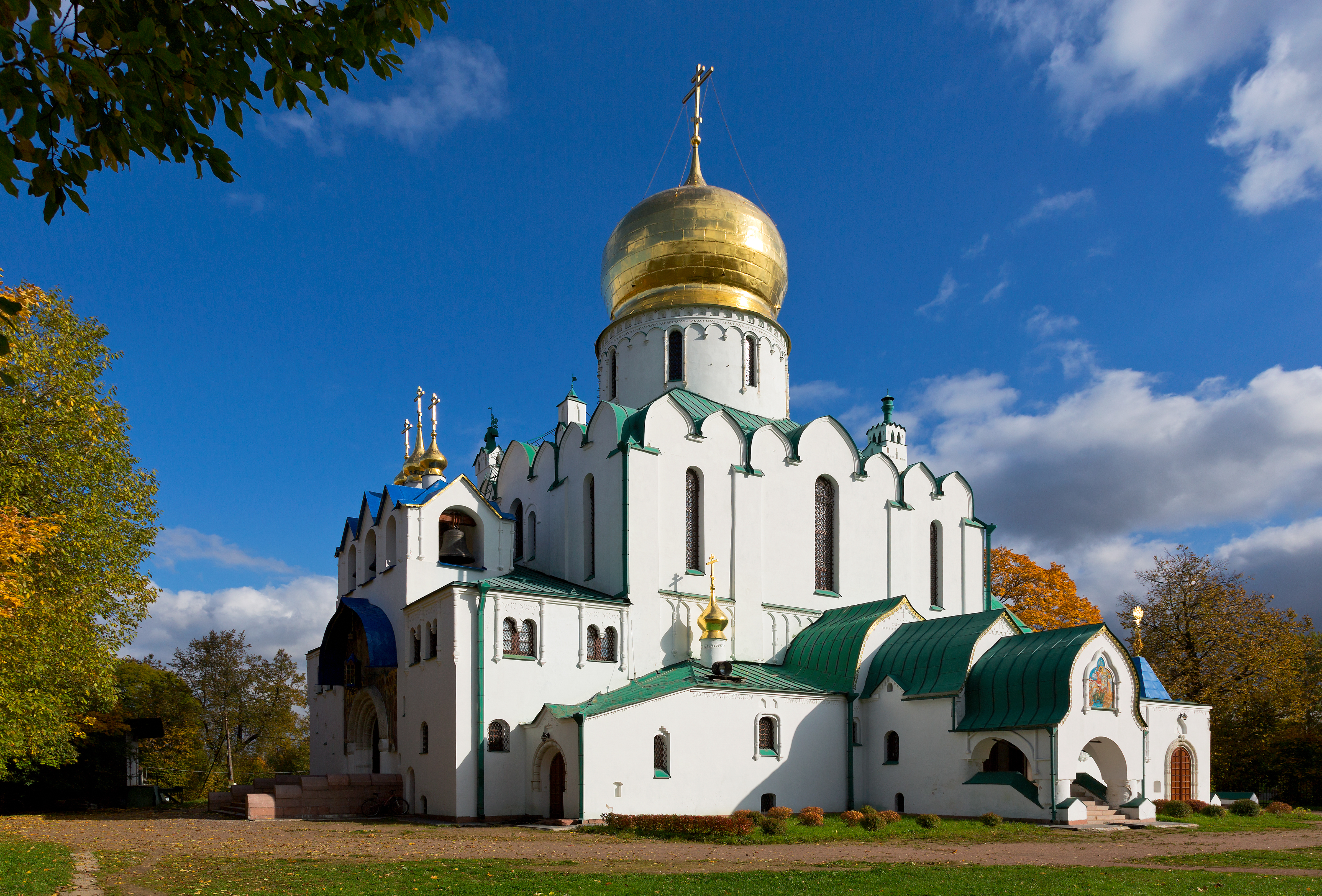
Феодоровский собор
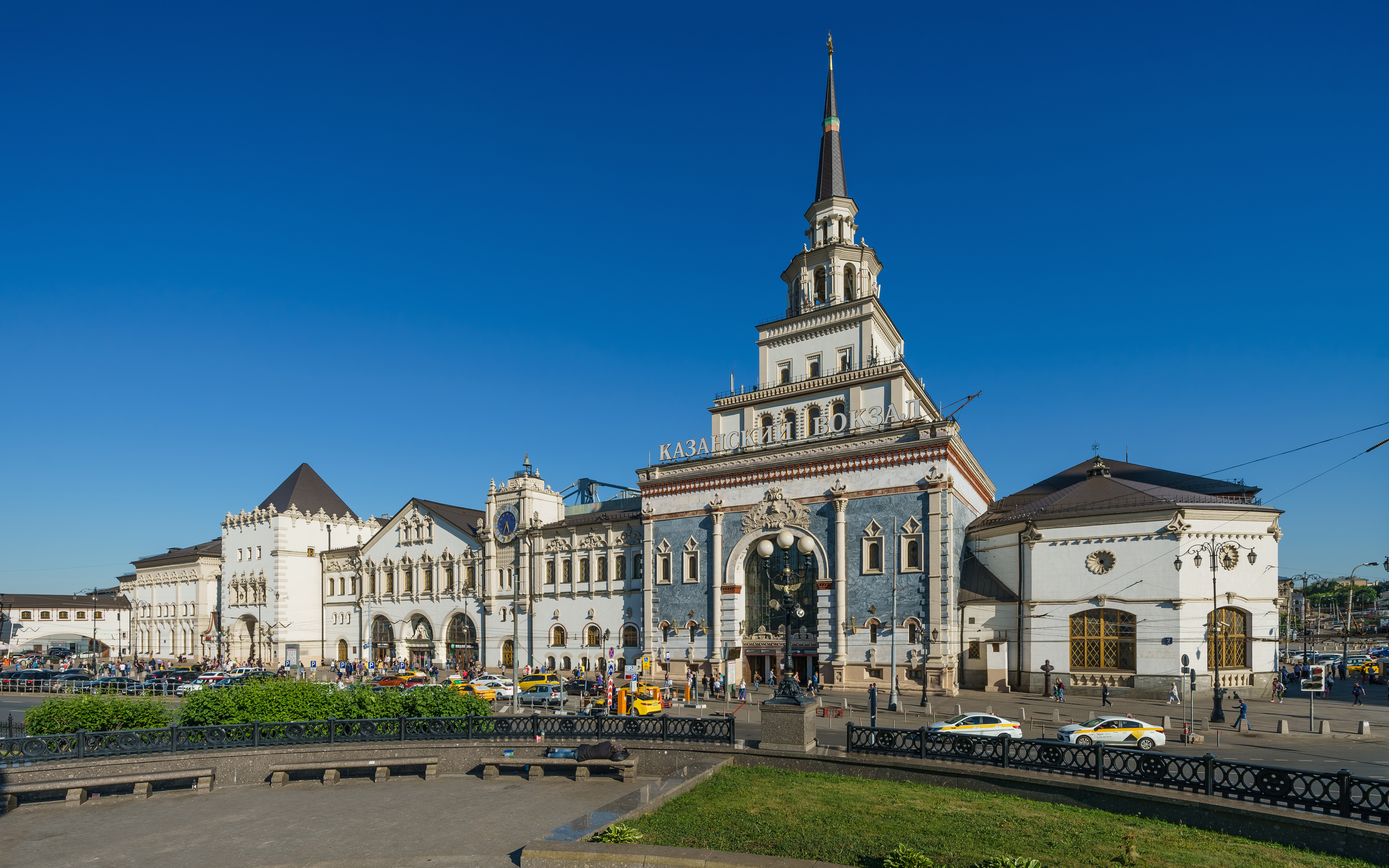
Казанский вокзал
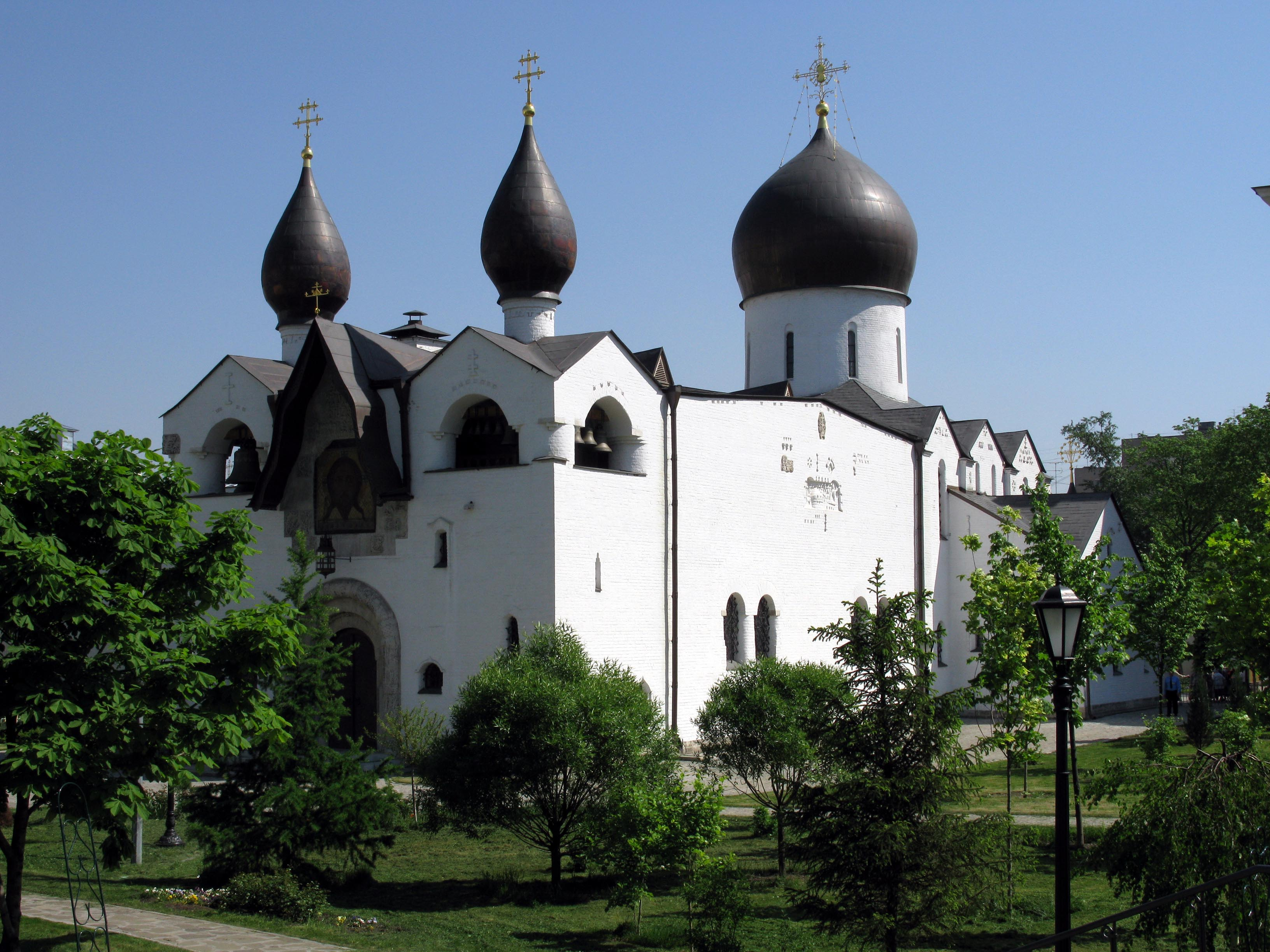
Церковь Марфо-Мариинской обители

#### Необарокко
Стилизации под петровское барокко начала XVIII века были характерны для Санкт-Петербурга в рамках контекстуализма. Формы петровской архитектуры использовал А. И. Дмитриев при проектировании Училищного дома им. Петра Великого, а также авторы больницы им. Петра Великого. Стилизация носила очевидный «мемориальный» характер. Благодаря архитектурному решению, здания вписались в существующий петербургский ансамбль.

#### Советский ретроспективизм
Эволюционное развитие стилей русской архитектуры с преобладанием историзирующей линии на рубеже XIX—XX веков было прервано революцией 1917 года. Предпосылки для возникновения новой стилистики рационалистического толка (советского авангарда) были подготовлены ещё в дореволюционный период (см. рационалистические идеи А. К. Красовского). Наступление авангарда по стране шло неравномерно. В провинции вплоть до конца 1920-х годов зачастую параллельно шло развитие как новой архитектуры, так и продолжалось развитие ретроспективизма. Исследователь О. В. Орельская, указывает, что в начале 1920-х годов в Нижнем Новгороде параллельно сосуществовали протоконструктивизм и советский ретроспективизм — упрощённый вариант неоклассики. Ретроспективная линия архитектуры вновь заявила о себе в конце десятилетия: в 1928 году был достроен Дворец культуры им. В. И. Ленина в Канавинском районе города, в облике которого была отражена новая версия неоклассицизма, в котором, будучи подчинённым культурной идеологии государства, классицизм имел схематизированные формы.

## Декоративно-прикладное искусство
Ретроспективизм стал одним из программных направлений в декоративно-прикладном искусстве России 1910-х годов. Если развивавшийся параллельно модерн стремился к выработке нового языка искусства, то ретроспективизм преследовал обратную цель — возрождения и реставрации прошлого, что являлось реакцией на отрицание художественных норм и устоев нового модернового искусства. Вследствие, у части общества возникло естественное желание «забыться в прекрасном прошлом» и окружить себя предметами декоративно-прикладного характера, воспроизводившими роскошь XVIII — начала XIX века, которые олицетворяли дворянский быт, считавшийся воплощением «гармонии искусства и жизни».
Ретроспективизм в целом был аристократичен, считался «искусством избранных», что распространялось и на декоративно-прикладное искусство. Произведения данного направления отличались нарочитой непрактичностью и великолепием форм, взятых за образец для подражания. По всей видимости, в этом заключался «вызов эпохе» ретроспективистов, а обязательная точность в передаче черт стиля прошлого, неотличимость от подлинника стала высшей мерой в оценке произведений данного направления.
Характерными произведениями ретроспективизма стали: отделанные на манер Воронихина, Старова и Казакова ампирные люстры с электрическими лампочками; строгая мебель красного дерева или карельской берёзы с накладными украшениями из бронзы; хрустальные люстры; античные статуи и вазы; фарфор и хрусталь, по внешнему виду в точности повторявшие исторические прототипы.
Постепенно ретроспективизм в декоративно-прикладном искусстве становился массовым явлением, и со временем «превратился в фарс».

## Изобразительное искусство

### Культ XVIII века

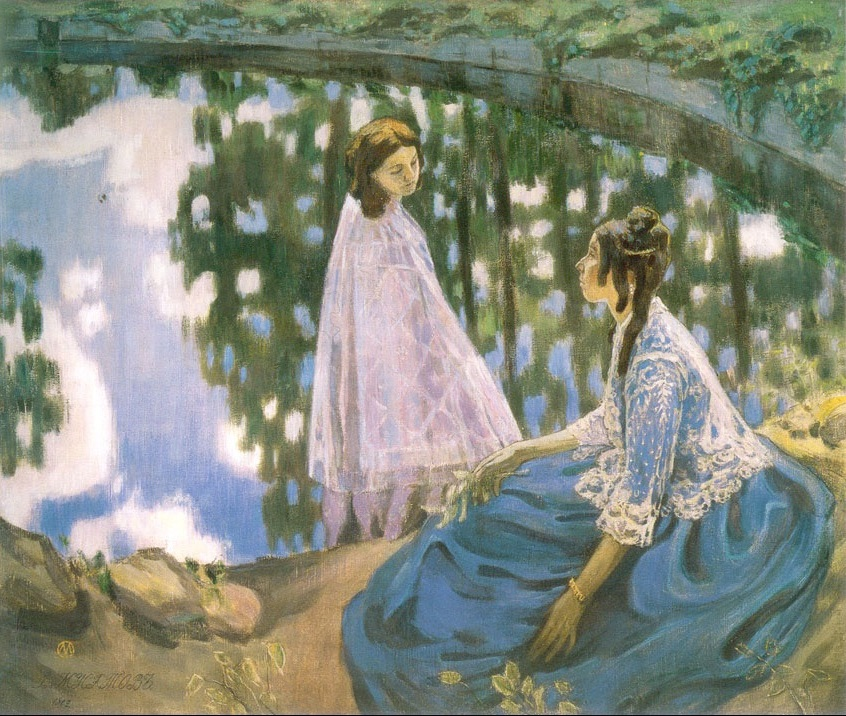
«Водоём». Виктор Борисов-Мусатов, 1902

Ретроспективизм в русском изобразительном искусстве выразился преимущественно в обращении к образам XVIII века. Голландский исследователь Шенг Схейен считал, что «интерес к художникам XVIII века представлял собой и ностальгию по эпохе, когда искусство составляло неотъемлемую часть культуры элиты, а Россия входила в Европу, оставаясь на её периферии». Художники-ретроспективисты таким образом стремились провести параллели между XVIII веком и современностью, чтобы обрести некий твёрдый базис в эпоху стремительных перемен в обществе и искусстве, связанных с модернизмом. Рестроспективизм в изобразительном искусстве, поэтизировавший XVIII век, конкретизировался в двух основных направлениях:
- Романтическом культе общеевропейского XVIII века с его бесстыдством, галантностью, фривольностью и артистизмом;
- Стремлении художников подтолкнуть развитие русской культуры в сторону возрождения искусства XVIII века, запечатления уходившей в прошлое дворянской культуры.

Особенное значение XVIII веку придавал художник Виктор Борисов-Мусатов — выразитель символизма в изобразительном искусстве и один из первых художников-ретроспективистов рубежа веков, поэтизировавший быт русских усадеб и образы садово-парковой культуры XVIII столетия. Критики-современники называли его «мечтателем ретроспективизма». Борисов-Мусатов в целом являлся художником одной темы — быта старинной русской дворянской усадьбы. В поисках вдохновения он посещал усадьбы Слепцовка, Зубриловка, Введенское. Его ретроспективные произведения отражали не просто виды русской старины, но поэтизированный образ жизни людей XVIII века, полной «драматических событий, грусти, тоски, радости и счастья». В число наиболее известных ретроспективистских работ художника вошли картины «Осенний мотив», «Гобелен» и «Водоём» (1902, темпера, ГТГ). Последняя считается вершиной творчества художника, изменившая в 1903 году отношение к Борисову-Мусатову всего художественного мира. Искусствовед Алла Русакова называла картину произведением, которое определило творческие поиски художников своего времени.

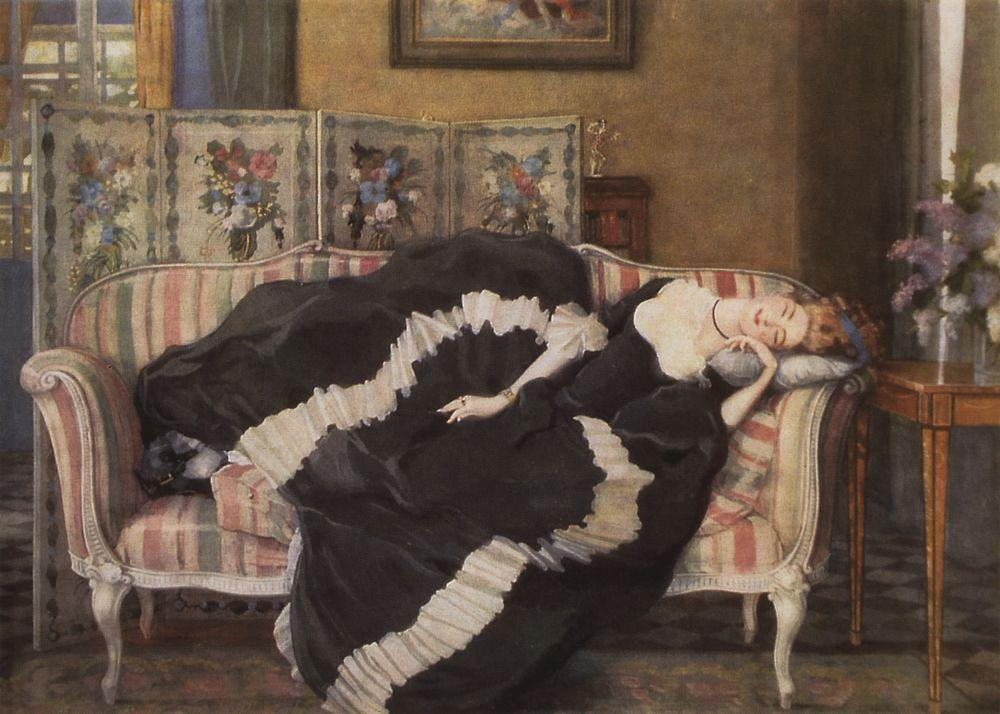
«Спящая молодая женщина». Константин Сомов, 1909

В творчестве Константина Сомова образ XVIII века интерпретировался посредством эротизма и театра. Художник раньше всех в «Мире искусства» обратился к теме интерпретации XVIII столетия («Письмо», 1896; «Конфиденции», 1897), став как бы предшественником версальских пейзажей Бенуа. Он первым создал воображаемый мир, в котором соединялись мотивы дворянско-усадебной и придворной культуры и собственный ироничный взгляд художника. Эротика, как яркая черта всего XVIII столетия, особенно привлекала Сомова. Так, им был проиллюстрирован сборник фривольных французских рассказов XVIII века «Книга маркизы». Эрих Голлербах писал о ней: «…здесь, как в некоем фокусе, сосредоточился и утончённый ретроспективизм и модный эротизм эстетического мировосприятия, отразился мечтательный культ XVIII века, с его очаровательным бесстыдством, фривольностью и напряжённой чувственностью <…> В графическом творчестве Сомова эта книга является высшим достижением. В истории русских иллюстрированных изданий она, по праву, может занять одно из первых мест». Эротизм, ассоциированный с XVIII веком, проявился не только в иллюстрациях, но и в станковой живописи Сомова. Особенно ярко он выразился в работах, где основным мотивом был образ спящей молодой женщины («Спящая молодая женщина»).

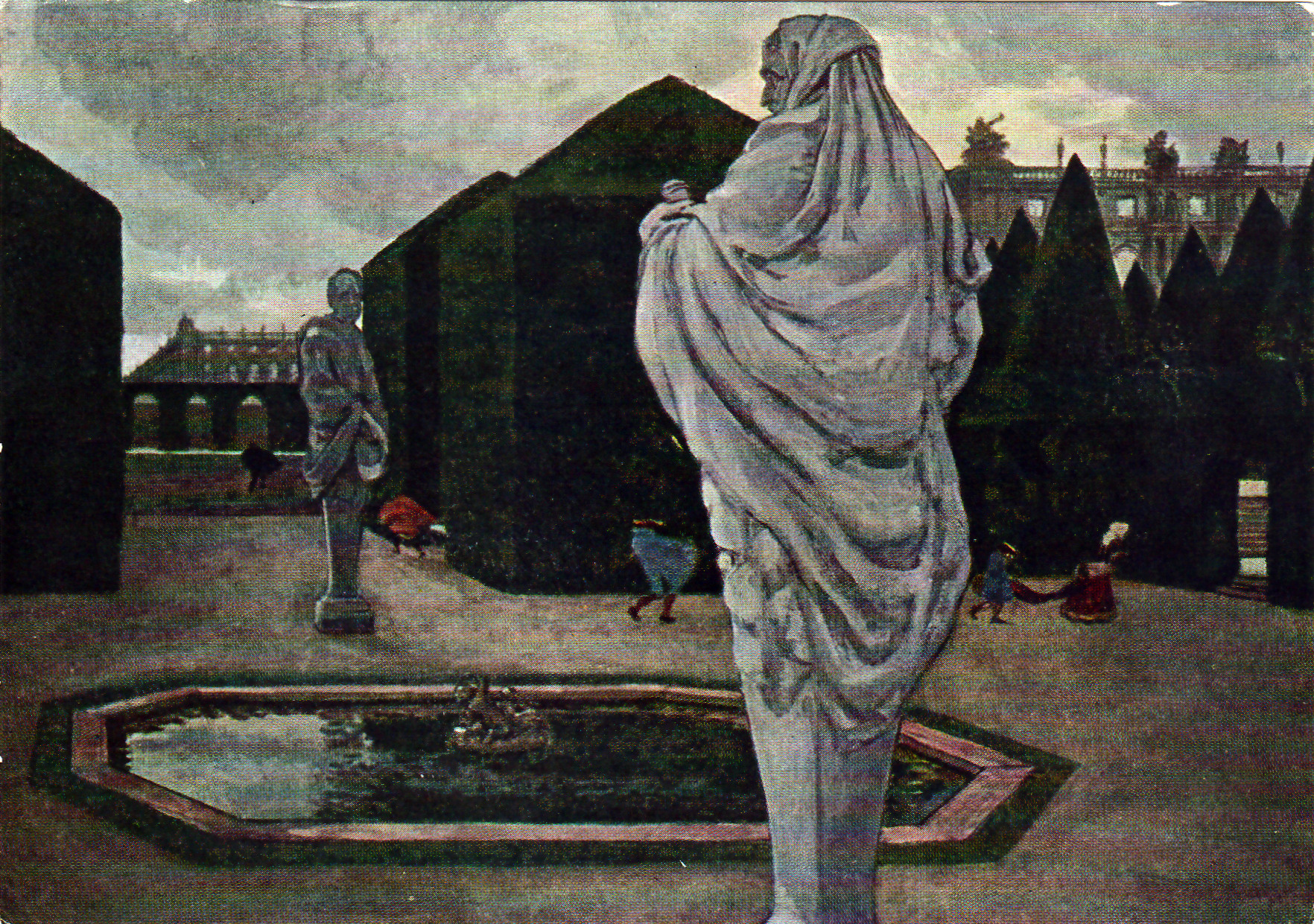
«Фантазия на версальскую тему». Александр Бенуа, 1906

В работах Александра Бенуа тема XVIII века выразилась в образах «„уходящего“ галантного Версаля» («Последние прогулки Людовика XIV» 1896—1898 годов), в исследовании наследия XVIII века через театральные постановки («Купальня маркизы», «Итальянский театр»). Сам художник писал: «Я упоён Версалем, это какая-то болезнь, влюблённость, преступная страсть… Я совершенно переселился в прошлое…». Впечатление от эпохи в творчестве Бенуа усиливалось его увлечённостью трудами философа Анри Сен-Симона, красочно писавшего о времени жизни Людовика XIV. Следствием стала первая версальская серия «Прогулка короля», к которой относят акварели «У бассейна Цереры», «Le roi se promenait par tout les temps» («Король прогуливается в любую погоду»), «Прогулка в кресле», «Лестница оранжереи» и другие произведения. Вторая версальская серия художника датировалась 1905—1906 годами и отличалась большим количеством осенних и зимних пейзажей Версаля. На технику художника оказало влияние восприятие им французского классицизма и французской гравюры: отсюда пошли чёткая композиция, ясность пространства, контраст грандиозности памятников искусства и человеческих фигурок. Русская дворянская и помещичья жизнь XVIII века нашла отражение в серии картин, написанных Бенуа по заказу издательства Иосифа Кнебеля (иллюстрации к «Царским охотам»). В них автор создал интимный и несколько театрализованный образ эпохи («Парад при Павле I», 1907, ГРМ).
Идеологом культа XVIII века в изобразительном искусстве выступал антрепренёр Сергей Дягилев. Идеализация им этой эпохи выразилась в стремлении заинтересовать русскую мысль XVIII веком и обогатить русское искусство целой эпохой живописи, которая была практически забыта на тот момент. В 1901 году Дягилев выпустил монографию о творчестве художника Дмитрия Левицкого, в которой он называл XVIII век «важнейшим и блестящим периодом процветания» русской живописи, «обильным и поразительным талантами, очень быстро возникшим после слабых попыток Петровских учеников и так же быстро обрывающимся при расцвете шумного псевдоклассицизма в начале XIX века». В 1905 году Дягилев организовал грандиозную историко-художественную выставку русских портретов, написанных с 1705 по 1907 год.

### Неоклассицизм

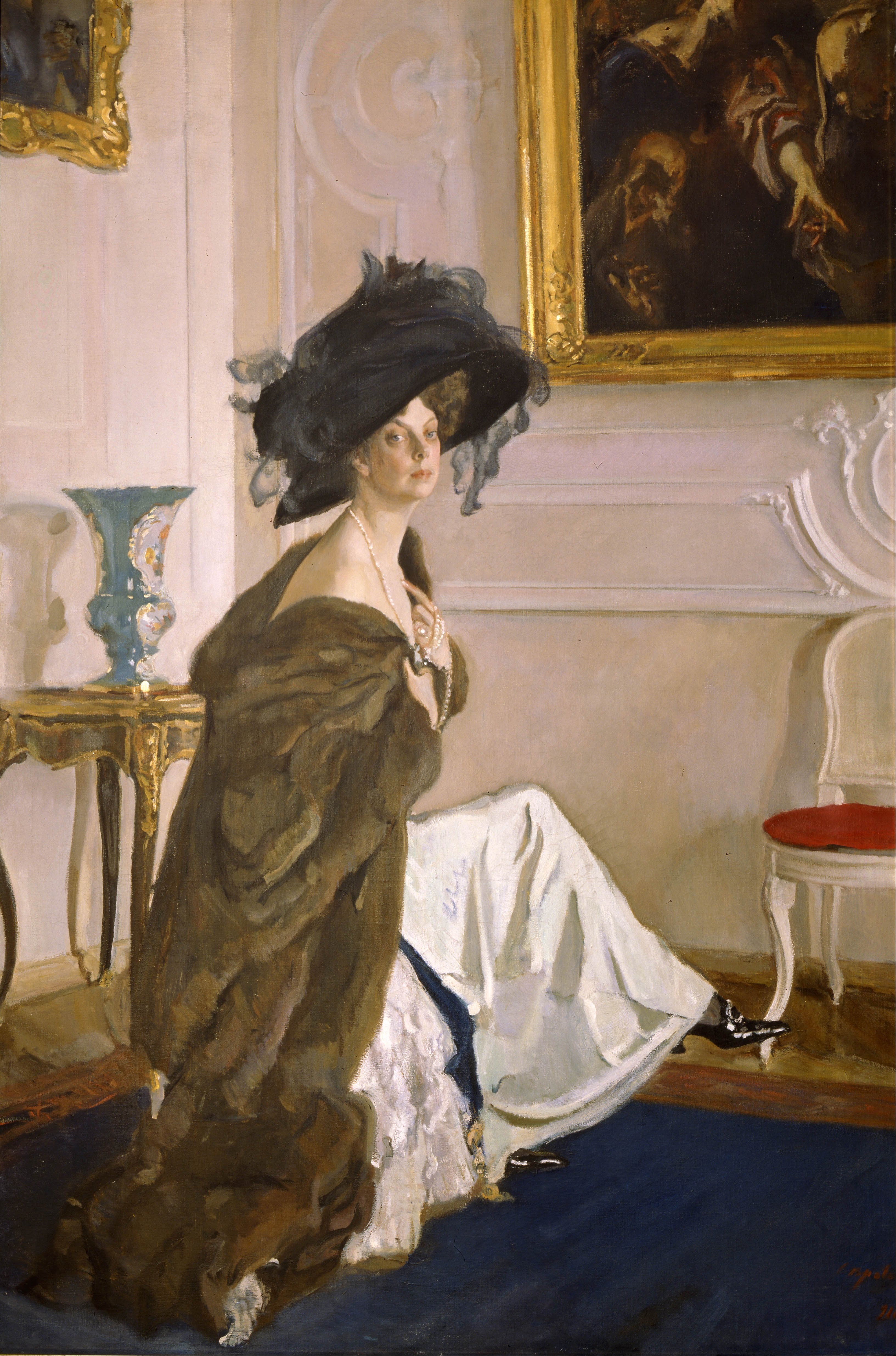
Портрет княгини Ольги Орловой. Валентин Серов, 1911

Неоклассическая тенденция в русской живописи начала формироваться в первой половине 1900-х годов, но в тот момент ещё не имела ясной идейно-художественной программы, представляя собой идейный ретроспективизм, обращённый к традициям русского и западноевропейского классицизма и барокко. После «Таврической выставки» 1905 года появились работы, в которых цитировались или использовались композиционные схемы и особенности портретной живописи крупнейших мастеров прошлого. В 1910-е годы, в период последовательного утверждения неоклассицизма в русской художественной культуре, его основной теоретик — Всеволод Дмитриев, перешёл от призывов к «новой красоте» к становлению проблемы её глубинного содержания (отсутствию в искусстве того содержания, которое вкладывали в него великие мастера прошлого). Согласно Дмитриеву, основная идея неоклассицизма в живописи заключалась в «умном делании картины» — любое живописное произведение, независимо от его жанровой принадлежности, было призвано одновременно отражать «пафос современности» и воплощать вневременные эстетические идеалы.
Изучение неоклассического направления русского изобразительного искусства началось только в начале XXI века. Этапным событием в этом процессе стала выставка 2008 года, проходившая в Государственном Русском музее. Искусствовед Владимир Леняшин во вступительной статье «Не о классицизме…» к каталогу выставки впервые сформулировал стилистические и хронологические рамки явления, этапы его эволюции:
- Стадия формирования неоклассической концепции (первое объединение «Мира искусства» 1898—1904 годов);
- Период «утверждения стиля» (1910-е годы), где были выделены две линии: «европейская» и «почвенная»;
- Стадия «угасания стиля» (1917—1932).

К ранним примерам неоклассической русской живописи относят работы Валентина Серова: портреты Е. Карзинкиной (1906), О. Орловой (1911); и работы Константина Сомова: портреты Е. Мартыновой (1897—1900), Е. Носовой (1911). Оба художника проявляли большой интерес к искусству прошлого, восхищались Веласкесом и Энгром. В технике их работ прослеживались стилистические черты живописного портрета XVIII — начала XIX века.
В 1910-е годы неоклассицизм включал в орбиту своего влияния самых разных художников, зачастую совершенно различных направлений. Ведущими представителями стиля выступали Василий Шухаев, Александр Яковлев, Зинаида Серебрякова и Борис Кустодиев. К неоклассицизму также можно отнести некоторые портреты Натана Альтмана, Павла Филонова и Валентины Ходасевич.
В основу неоклассической живописи было положено творческое переосмысление стилистики прошлого: наряду с классикой (античность, высокое Возрождение, классицизм), в живописи неоклассицизма прослеживались приёмы, восходившие к неклассическим эпохам и направлениям — маньеризму (В. Шухаев и А. Яковлев), древнерусской иконописи и монументальной живописи (К. Петров-Водкин), народному искусству (Б. Кустодиев) и даже экспрессионизму (Б. Григорьев). Важным критерием европейского направления неоклассической живописи 1910-х годов было стремление к строгой и ясной форме. Художники, чьи работы восходили к традициям Ренессанса, Северного Возрождения и маньеризма (Шухаев, Яковлев), зачастую использовали дерево в качестве основы (практика художников Возрождения и XVII века), а также темперы и краски, созданные по старинным рецептам.
«Почвенная» национальная линия неоклассицизма была представлена работами Кузьмы Петрова-Водкина, Бориса Кустодиева и Зинаиды Серебряковой. Воспитанные на традициях академизма, эти живописцы также стремились к ясности художественного языка классицизма, высоким образам европейского искусства, но при этом они соединяли ренессансные традиции со стилевыми источниками русского национального искусства: фольклорными мотивами (серия «Купчих» и «Венер» Кустодиева), приёмами иконописи («М. Ф. Петрова-Водкина», «Портрет Рии», «Автопортрет» Петрова-Водкина), традициями живописи Алексея Венецианова (автопортреты и портреты Серебряковой).